# وليم جونز (عالم رياضيات)
ويليام جونز (مواليد 1675، وفيات 1749) كان عالم رياضيات من ويلز، اشتهر باستخدامه الرمز π (الحرف اليوناني باي) لتمثيل نسبة محيط الدائرة إلى قطرها. كان صديقًا مقربًا للسير إسحاق نيوتن والسير إدموند هالي. في نوفمبر 1711 أصبح زميلًا للجمعية الملكية، ثم أصبح فيما بعد نائبًا لرئيس الجمعية.

## سيرته
ولد ويليام جونز لسيون سيور "Siôn Siôr" (جون جورج جونز) وإليزابيث رولاند في أبرشية لانفيهانجيل ترير بيرد "Llanfihangel Tre'r Beirdd" على بعد حوالي 4 ميل (6.4 كـم) غرب بنلخ [الإنجليزية] على جزيرة أنجلزي. تعلم في مدرسة خيرية في لانفيتشيل أيضًا على جزيرة أنجلزي، حيث اكتشف مالك الأراضي المحلية اللورد بولكيلي "Bulkeley" مواهبه في الرياضيات، وفيما بعد ألحقه بالعمل في مكتب محاسبة في لندن. كان رعاته الرئيسيون هم عائلة بولكلي من شمال ويلز، ولاحقًا إيرل ماكليسفيلد.
عمل جونز في البحرية لفترة حيث قام بتدريس الرياضيات على متن السفن البحرية بين عامي 1695 و 1702، حيث أصبح مهتمًا جدًا بالملاحة ونشر عام 1702 كتابه "A New Compendium of the Whole Art of Navigation" «خلاصة شاملة لفن الملاحة»، وأهداه لمموله جون هاريس [الإنجليزية]. في هذا العمل استخدم الرياضيات في الملاحة، ودرس طرق حساب المواقع في البحر. بعد انتهاء رحلاته البحرية، غمل بتدريس الرياضيات في لندن محلات القهوة أو كمدرس خصوصي لابن إيرل ماكليسفيلد القادم وكذلك بارون هاردويك القادم. كما شغل أيضًا عددًا من المناصب العادية في الحكومة بمساعدة تلاميذ سابقين. 

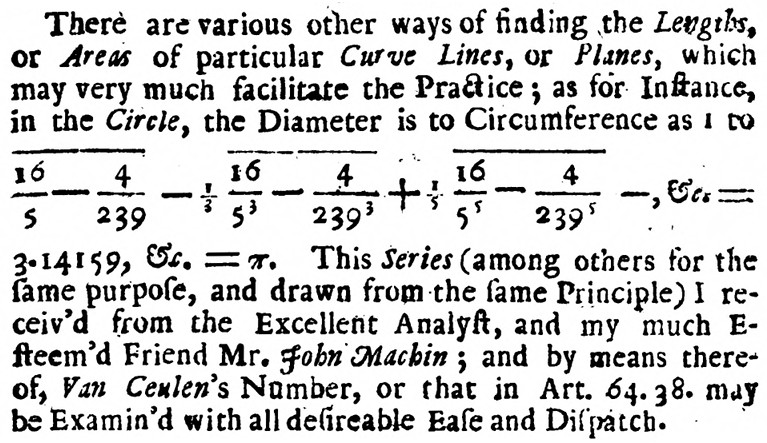
استخدام جونز للحرف اليوناني π للتعبير عن النسبة "ط"

نشر جونز كتابه "Synopsis Palmariorum Matheseos" «الخلاصة الرائعة في الرياضيات» عام 1706، وهو كتاب للمبتدئين وتضمن نظريات حول حساب التفاضل والتكامل والمتسلسلات اللانهائية. استخدم فيه الحرف اليوناني π للتعبير عن «نسبة المحيط للقطر»، بعد الاختصارات المستخدمة سابقًا من ويليام أوتريد وآخرين للكلمة اليونانية المحيط الخارجي (بالإغريقية: περιφέρεια)‏. استخدم في كتابه "Analysis per quantitatum series, fluxiones ac differentias" المنشور عام 1711 رمز النقطة للتعبير عن الاشتقاق في حساب التفاضل والتكامل.
لفت انتباه اثنان من علماء الرياضيات البريطانيين البارزين وهما إدموند هالي والسير إسحاق نيوتن وصادقهما. انتُخب زميلًا للجمعية الملكية عام 1711. فيما بعد حرر ونشر العديد من مخطوطات نيوتن وكون مكتبة فريدة من نوعها حوت مجموعات كبيرة من كتب العلوم والرياضيات المعروفة، ولم تُوَزع بالكامل إلا مؤخرًا.
تزوج مرتين، الأولى من أرملة مستخدمه في مكتب المحاسبة وورث ممتلكاته بعد وفاتها، والمرة الثانية في عام 1731 من ماري ابنة النجار جورج نيكس والتي كانت تبلغ من العمر وقتها 22 عامًا ورزق منها بطفلين عاشا بعد وفاة والدهم. كان أحدهم وهو ويليام جونز والمولود عام 1746، عالم لغوي شهير أسس روابط بين اللاتينية واليونانية والسنسكريتية، مما أدى لتطور مفهوم مجموعة اللغات الهندية الأوروبية.

## وصلات خارجية
- وليام جونز وغيره من علماء الرياضيات الويلزيين المهمين
- وليام جونز ودائرته: الرجل الذي اخترع باي
- يوم باي 2015: تعرف على الرجل الذي اخترع π